# Cryptocarya ceramica
Cryptocarya ceramica är en lagerväxtart som beskrevs av André Joseph Guillaume Henri Kostermans. Cryptocarya ceramica ingår i släktet Cryptocarya och familjen lagerväxter. Inga underarter finns listade i Catalogue of Life.